# Leucopogon cymbulae
Leucopogon cymbulae är en ljungväxtart som beskrevs av Jacques-Julien Houtou de La Billardière. Leucopogon cymbulae ingår i släktet Leucopogon och familjen ljungväxter. Inga underarter finns listade i Catalogue of Life.